# Club Atletic Oradea
Clubul Athletic Oradea of kortweg CAO Oradea is een Roemeense voetbalclub uit de stad Oradea, die nu in Liga III van Roemenië evolueert. Het is de enige Roemeense club en een van de weinige in de hele wereld die landskampioen werd van twee verschillende landen namelijk Hongarije (onder de naam Nagyváradi Atlétikai Club) en Roemenië (onder de naam ICO Oradea). In 1955 won de club onder de naam Progresul Oradea nog de beker en in 1963 werd de club ontbonden. In de zomer van 2017 werd de club na 58 jaar heropgericht. 

## Geschiedenis
De club werd in 1910 opgericht als Nagyváradi AC. Nagyvárad is de Hongaarse naam van de stad Oradea die in die tijd nog tot Oostenrijk-Hongarije behoorde. Na de Eerste Wereldoorlog viel Oradea onder het koninkrijk Roemenië en de naam werd veranderd in CAO Oradea.
In 1923/24 werd de club regionaal kampioen en kon zo deelnemen aan de eindronde om de Roemeense landstitel. CAO versloeg Universitatea Cluj en Jahn Cernăuți en speelde de finale tegen Chinezul Timișoara, maar verloor deze met 4-1. Het volgende seizoen plaatste de club zich opnieuw, maar werd nu in de eerste ronde verslagen door Brașovia Brașov. Hierna kon de club zich niet meer plaatsen voor de eindronde.
In 1932/33 was de club medeoprichter van de Divizia A, de nieuwe competitie die toegankelijk was voor clubs uit het hele land. Er waren twee reeksen van zeven clubs en CAO werd vicekampioen achter U Cluj in reeks 2. Het volgende seizoen werd de derde plaats bereikt. In 1934/35 was er nog maar één reeks met 12 clubs en hier werd de club vicekampioen achter Ripensia Timișoara. Venus Boekarest had evenveel punten als Oradea, maar had een slechter doelsaldo. De volgende twee seizoenen eindigde de club in de middenmoot. Voor het seizoen 1937/38 werden er opnieuw twee reeksen gevormd van tien clubs. CAO werd zevende, maar omdat de competitie voor het volgende seizoen werd herleid naar twaalf clubs degradeerde de club. Het volgende seizoen eindigde de club in de middenmoot.
Na de Tweede Scheidsrechterlijke Uitspraak van Wenen viel Oradea opnieuw in handen van het Koninkrijk Hongarije. Onder de naam Nagyváradi AC speelde de club in de Hongaarse tweede klasse en promoveerde in 1941 naar de hoogste klasse. In het eerste seizoen werd de club vijfde. Het volgende seizoen werd de club vicekampioen achter Csepel WMFC. In 1943/44 werd de club kampioen met dertien punten voorsprong op Ferencváros Boedapest. Het volgende seizoen nam de club niet meer deel aan het kampioenschap.
Na de Tweede Wereldoorlog werd de club, die nu weer Roemeens was, heropgericht als Libertatea Oradea. De club speelde meteen in de hoogste klasse en werd achtste op twaalf clubs. In 1948 nam de club de naam ICO Oradea aan en werd landskampioen in 1948/49. Na de Hongaarse landstitel werd nu dus ook de Roemeense behaald. De clubnaam werd nu veranderd in Progresul Oradea. Twee jaar na de titel werd nog de derde plaats bereikt, daarna ging het bergaf en in 1953 kon de club enkel een degradatie vermijden omdat de competitie met twee clubs werd uitgebreid. Dit was echter uitstel van executie en het volgende seizoen werd de club laatste. Het volgende seizoen kon de club meteen weer promotie afdwingen en bereikte ook de bekerfinale die het met 6-3 verloor van CCA Boekarest. Bij de terugkeer werd de club achtste op dertien clubs en de club won ook de beker dat seizoen. Dit was het laatste grote wapenfeit in de geschiedenis van de club. Voor het volgende seizoen werd de naam veranderd in CS Oradea en de club degradeerde. In 1961 werd de naam dan in CSM Crișana Oradea veranderd, niet te verwarren met het vroegere Crișana Oradea. De club speelde een laatste keer in de hoogste klasse in 1962/63. Na de degradatie werd de club opgeheven, gelijktijdig promoveerde stadsrivaal Crișul Oradea naar de hoogste klasse.
Na het verdwijnen van FC Bihor Oradea in 2016 werd de club heropgericht in 2017 en nam de jeugdacademie van Bihor over. De club begon ook met een team voor senioren en begon in de Liga V. De club werd in het eerste jaar afgetekend kampioen en won 24 wedstrijden en verloor slechts één keer en speelde één keer gelijk. Na twee seizoenen in de Liga IV promoveerde de club naar de Liga III, hoewel de competitie niet afgemaakt werd door de coranapandemie, maar op basis van de reeds gespeelde wedstrijden mocht de club toch aan de eindronde deelnemen en kon zo een promotie afdwingen. Na een vierde plaats in 2021 en een tweede plaats in 2022 nam de club deel aan de promotie-eindronde, maar werd daar uitgeschakeld door Corvinul Hunedoara. Op 24 juni 2022 maakte de club bekend dat ze zich terugtrokken uit de Liga III en een reeks lager gaan spelen. 

## Erelijst
Roemeens Landskampioen
1949
Beker van Roemenië
Winnaar: 1956
Finalist: 1955
Hongaars landskampioen
1944

## Naamsveranderingen
- 1940 - Nagyváradi Atletikai Club (NAC)
- 1945 - Libertatea Oradea
- 1948 - Întreprinderea Comunala Oradea (ICO)
- 1951 - Progresul Oradea
- 1958 - CS Oradea
- 1961 - Crișana Oradea